# Remake
Un remake (din engleză, cu sensul de refacere) este un produs mass-media bazat în cea mai mare parte pe o lucrare anterioară realizată pe același mediu. Poate fi un film, un joc video, o melodie, etc.
De exemplu, filmul Picătura din 1958 a fost refăcut în 1988 sau filmul Creatura din altă lume din 1951 a fost refăcut în 1982.